# Zagorje (Kozje, Slovenija)
Zagorje je naselje u slovenskoj Općini Kozju. Zagorje se nalazi u pokrajini Štajerskoj i statističkoj regiji Savinjskoj. 

## Stanovništvo
Prema popisu stanovništva iz 2002. godine naselje je imalo 207 stanovnika.